# Matthew Kaminski
Matthew Kaminski (Varsovia, Polonia, 11 de noviembre de 1971) es un periodista estadounidense de origen polaco. Es editor ejecutivo de Politico y director fundador de Politico Europe, que se lanzó al mercado el 21 de abril de 2015. Anteriormente fue corresponsal en el extranjero, redactor de artículos de opinión y editor en The Wall Street Journal.

## Biografía
Matthew nació el 11 de noviembre de 1971 en Varsovia, Polonia y emigró a los Estados Unidos en 1980, cuando tenía 11 años de edad. Está graduado en la Georgetown Day School en Washington, y también en la universidad Yale. Además, tiene un máster de la Universidad de París. Cuando estuvo en Kiev entre 1994 hasta 1997 fue reportero para The Financial Times y The Economist durante la existencia de la Unión Soviética. También formó parte de The Wall Street Journal como corresponsal en Bruselas. 
En 2004 fue galardonado con el premio Peter Weitz por una serie de columnas sobre la Unión Europea. Un año más tarde, se convirtió en editor de la versión europea de Journal, con base en Paris. Se trasladó a Nueva York en 2008 para trabajar como periodista, mayoritariamente de asuntos internacionales. Ganó un premio Overseas Press Club en 2015 por su cobertura de la crisis en Ucrania. También fue finalista en el apartado de comentario del Premio Pulitzer. Comenzó a formar parte de Politico en 2014.
Kaminski también contribuyó en Tablet, una revista online de intereses judíos.